# Goryphus
Goryphus is een geslacht van insecten uit de orde vliesvleugeligen (Hymenoptera) en de familie Ichneumonidae.

## Soorten
- G. abdominalis (Szepligeti, 1916)
- G. adornatus (Tosquinet, 1903)
- G. albatus (Tosquinet, 1903)
- G. albicoxis (Ashmead, 1904)
- G. albifrons (Ashmead, 1905)
- G. alboclypeatus (Szepligeti, 1916)
- G. albofasciatus (Matsumura & Uchida, 1926)
- G. albofrenatus Betrem, 1941
- G. albomaculatus (Cameron, 1902)
- G. albopictus (Smith, 1859)
- G. alboscutellaris (Szepligeti, 1916)
- G. almus (Tosquinet, 1903)
- G. angulicollis (Cameron, 1907)
- G. annulipes (Cameron, 1909)
- G. apicalis Holmgren, 1868
- G. apollonis Jonathan & Gupta, 1973
- G. areolaris Holmgren, 1868
- G. basalis Morley, 1916
- G. basilaris Holmgren, 1868
- G. basimacula (Cameron, 1905)
- G. bicuneatus Townes, 1973
- G. bituberculatus (Szepligeti, 1910)
- G. bivaki Jonathan & Gupta, 1973
- G. brahminus (Cameron, 1904)
- G. braunsii (Kriechbaumer, 1894)
- G. bunoh Gauld, 1987
- G. calabaricus (Kriechbaumer, 1894)
- G. cameroni Betrem, 1941
- G. caperatus (Tosquinet, 1896)
- G. cestus Jonathan & Gupta, 1973
- G. cinctipes (Cameron, 1905)
- G. cinctitibia Morley, 1917
- G. communis (Seyrig, 1952)
- G. contractus (Tosquinet, 1896)
- G. corniger Morley, 1917
- G. cheesmanae Townes, Townes & Gupta, 1961
- G. definis (Tosquinet, 1903)
- G. depictus (Tosquinet, 1903)
- G. detritus Holmgren, 1868
- G. difficilis Jonathan & Gupta, 1973
- G. disgregus (Tosquinet, 1903)
- G. distinctus Jonathan & Gupta, 1973
- G. dravidus Jonathan & Gupta, 1973
- G. elegans (Smith, 1858)
- G. evanescens Morley, 1916
- G. fasciatipennis (Szepligeti, 1910)
- G. ferrugineus

Goryphus ferrugineus (Brulle) (Brulle, 1846)
Goryphus ferrugineus (Enderlein) (Enderlein, 1914)
- G. flavocinctus (Brulle, 1846)
- G. flavorbitalis Jonathan & Gupta, 1973
- G. formosanus (Szepligeti, 1916)
- G. gandhii Jonathan & Gupta, 1973
- G. gibbosus Jonathan & Gupta, 1973
- G. gossypi Sathe & Dawale, 1997
- G. horeiensis Uchida, 1932
- G. hyalinoides (Uchida, 1931)
- G. incarinalis Sheng, 2009
- G. inferus (Szepligeti, 1916)
- G. interceptus (Cameron, 1907)
- G. issikii (Uchida, 1931)
- G. jendul Azura & Idris, 2003
- G. konishii Sudheer & Narendran, 2005
- G. leucopygus (Walker, 1871)
- G. leveri Cheesman, 1936
- G. lunatus Jonathan & Gupta, 1973
- G. maculatus Sheng, 2009
- G. maculiceps (Cameron, 1905)
- G. maculipennis (Cameron, 1902)
- G. madhulikae Jonathan & Gupta, 1973
- G. makassarensis (Cheesman, 1932)
- G. melanius (Szepligeti, 1916)
- G. mesoxanthus (Brulle, 1846)
- G. mulleri Betrem, 1941
- G. nigrocoxatus Betrem, 1941
- G. nilamburensis Sudheer & Narendran, 2005
- G. nilgiricus Jonathan & Gupta, 1973
- G. nursei (Cameron, 1907)
- G. ochropus (Brulle, 1846)
- G. oneili (Cameron, 1904)
- G. opacus (Smith, 1859)
- G. ornatipennis (Cameron, 1907)
- G. parallelus Jonathan & Gupta, 1973
- G. pictipennis (Seyrig, 1952)
- G. protervus (Tosquinet, 1896)
- G. rangaparensis Jonathan & Gupta, 1973
- G. reticulatus (Cameron, 1905)
- G. rexus Sudheer & Narendran, 2005
- G. rhodesiae (Cameron, 1906)
- G. rufobasalis Betrem, 1941
- G. salutator (Cameron, 1904)
- G. sarolensis Sathe & Dawale, 1997
- G. sauteri Uchida, 1932
- G. semiglaber (Szepligeti, 1916)
- G. seminiger (Kriechbaumer, 1894)
- G. senegalensis (Szepligeti, 1916)
- G. sikkimensis Jonathan & Gupta, 1973
- G. sringeriensis Sudheer & Narendran, 2005
- G. striolatus (Cameron, 1905)
- G. subtilis (Szepligeti, 1916)
- G. taihorinensis Uchida, 1932
- G. tirkyi Jonathan & Gupta, 1973
- G. townesi Sudheer & Narendran, 2005
- G. tricolor (Kriechbaumer, 1894)
- G. trisulcatus Morley, 1916
- G. trochanteratus (Szepligeti, 1907)
- G. tuberculatus Uchida, 1932
- G. turneri Cheesman, 1936
- G. ultimus (Szepligeti, 1916)
- G. vandervechti (Betrem, 1941)
- G. varibalteatus (Cameron, 1905)
- G. vicinus (Tosquinet, 1896)
- G. villosus Jonathan & Gupta, 1973
- G. vinodi Jonathan & Gupta, 1973
- G. vulpio (Tosquinet, 1896)